# Los Guerreros
Los Guerreros é uma família de luta livre profissional méxico-americana. Seu patriarca, Gory Guerrero, fez sua estreia em 15 de setembro de 1937. Seus membros já trabalharam em todas as grandes promoções de luta livre ao redor do mundo, incluindo World Wrestling Federation/Entertainment, World Championship Wrestling, Extreme Championship Wrestling, National Wrestling Alliance, American Wrestling Association, New Japan Pro Wrestling, All Japan Pro Wrestling, Consejo Mundial de Lucha Libre e Total Nonstop Action Wrestling. O nome “Los Guerreros” também é usado quando dois ou mais lutadores da família se juntam em uma dupla ou grupo.

## Árvore genealógica
|                |                |                |                |                |                |  |  |                                       |                                       |                                       |                                       |                                       |                                       |  |  | Gory Guerrero (1921–1990)        | Gory Guerrero (1921–1990)        | Gory Guerrero (1921–1990)        | Gory Guerrero (1921–1990)        | Gory Guerrero (1921–1990)        | Gory Guerrero (1921–1990)        |  |  | Herlinda Llanes                   | Herlinda Llanes                   | Herlinda Llanes                   | Herlinda Llanes                   | Herlinda Llanes                   | Herlinda Llanes                   |  |  |                                                 |                                                 |                                                 |                                                 |                                                 |                                                 |  |  |                                                |                                                |                                                |                                                |                                                |                                                |  |  |                                     |                                     |                                     |                                     |                                     |                                     |  |  |                                   |                                   |                                   |                                   |                                   |                                   |  |  |  |  |  |  |
|                |                |                |                |                |                |  |  |                                       |                                       |                                       |                                       |                                       |                                       |  |  | Gory Guerrero (1921–1990)        | Gory Guerrero (1921–1990)        | Gory Guerrero (1921–1990)        | Gory Guerrero (1921–1990)        | Gory Guerrero (1921–1990)        | Gory Guerrero (1921–1990)        |  |  | Herlinda Llanes                   | Herlinda Llanes                   | Herlinda Llanes                   | Herlinda Llanes                   | Herlinda Llanes                   | Herlinda Llanes                   |  |  |                                                 |                                                 |                                                 |                                                 |                                                 |                                                 |  |  |                                                |                                                |                                                |                                                |                                                |                                                |  |  |                                     |                                     |                                     |                                     |                                     |                                     |  |  |                                   |                                   |                                   |                                   |                                   |                                   |  |  |  |  |  |  |
|                |                |                |                |                |                |  |  |                                       |                                       |                                       |                                       |                                       |                                       |  |  |                                  |                                  |                                  |                                  |                                  |                                  |  |  |                                   |                                   |                                   |                                   |                                   |                                   |  |  |                                                 |                                                 |                                                 |                                                 |                                                 |                                                 |  |  |                                                |                                                |                                                |                                                |                                                |                                                |  |  |                                     |                                     |                                     |                                     |                                     |                                     |  |  |                                   |                                   |                                   |                                   |                                   |                                   |  |  |  |  |  |  |
|                |                |                |                |                |                |  |  |                                       |                                       |                                       |                                       |                                       |                                       |  |  |                                  |                                  |                                  |                                  |                                  |                                  |  |  |                                   |                                   |                                   |                                   |                                   |                                   |  |  |                                                 |                                                 |                                                 |                                                 |                                                 |                                                 |  |  |                                                |                                                |                                                |                                                |                                                |                                                |  |  |                                     |                                     |                                     |                                     |                                     |                                     |  |  |                                   |                                   |                                   |                                   |                                   |                                   |  |  |  |  |  |  |
| Maria Guerrero | Maria Guerrero | Maria Guerrero | Maria Guerrero | Maria Guerrero | Maria Guerrero |  |  | Chavo Guerrero Sr. (1949–2017)        | Chavo Guerrero Sr. (1949–2017)        | Chavo Guerrero Sr. (1949–2017)        | Chavo Guerrero Sr. (1949–2017)        | Chavo Guerrero Sr. (1949–2017)        | Chavo Guerrero Sr. (1949–2017)        |  |  | Mando Guerrero (nascido em 1952) | Mando Guerrero (nascido em 1952) | Mando Guerrero (nascido em 1952) | Mando Guerrero (nascido em 1952) | Mando Guerrero (nascido em 1952) | Mando Guerrero (nascido em 1952) |  |  | Hector Guerrero (nascido em 1954) | Hector Guerrero (nascido em 1954) | Hector Guerrero (nascido em 1954) | Hector Guerrero (nascido em 1954) | Hector Guerrero (nascido em 1954) | Hector Guerrero (nascido em 1954) |  |  | Linda Guerrero                                  | Linda Guerrero                                  | Linda Guerrero                                  | Linda Guerrero                                  | Linda Guerrero                                  | Linda Guerrero                                  |  |  | Vickie Lara (nascida em 1968)                  | Vickie Lara (nascida em 1968)                  | Vickie Lara (nascida em 1968)                  | Vickie Lara (nascida em 1968)                  | Vickie Lara (nascida em 1968)                  | Vickie Lara (nascida em 1968)                  |  |  | Eddie Guerrero (1967–2005)          | Eddie Guerrero (1967–2005)          | Eddie Guerrero (1967–2005)          | Eddie Guerrero (1967–2005)          | Eddie Guerrero (1967–2005)          | Eddie Guerrero (1967–2005)          |  |  | Tara Mahoney                      | Tara Mahoney                      | Tara Mahoney                      | Tara Mahoney                      | Tara Mahoney                      | Tara Mahoney                      |  |  |  |  |  |  |
| Maria Guerrero | Maria Guerrero | Maria Guerrero | Maria Guerrero | Maria Guerrero | Maria Guerrero |  |  | Chavo Guerrero Sr. (1949–2017)        | Chavo Guerrero Sr. (1949–2017)        | Chavo Guerrero Sr. (1949–2017)        | Chavo Guerrero Sr. (1949–2017)        | Chavo Guerrero Sr. (1949–2017)        | Chavo Guerrero Sr. (1949–2017)        |  |  | Mando Guerrero (nascido em 1952) | Mando Guerrero (nascido em 1952) | Mando Guerrero (nascido em 1952) | Mando Guerrero (nascido em 1952) | Mando Guerrero (nascido em 1952) | Mando Guerrero (nascido em 1952) |  |  | Hector Guerrero (nascido em 1954) | Hector Guerrero (nascido em 1954) | Hector Guerrero (nascido em 1954) | Hector Guerrero (nascido em 1954) | Hector Guerrero (nascido em 1954) | Hector Guerrero (nascido em 1954) |  |  | Linda Guerrero                                  | Linda Guerrero                                  | Linda Guerrero                                  | Linda Guerrero                                  | Linda Guerrero                                  | Linda Guerrero                                  |  |  | Vickie Lara (nascida em 1968)                  | Vickie Lara (nascida em 1968)                  | Vickie Lara (nascida em 1968)                  | Vickie Lara (nascida em 1968)                  | Vickie Lara (nascida em 1968)                  | Vickie Lara (nascida em 1968)                  |  |  | Eddie Guerrero (1967–2005)          | Eddie Guerrero (1967–2005)          | Eddie Guerrero (1967–2005)          | Eddie Guerrero (1967–2005)          | Eddie Guerrero (1967–2005)          | Eddie Guerrero (1967–2005)          |  |  | Tara Mahoney                      | Tara Mahoney                      | Tara Mahoney                      | Tara Mahoney                      | Tara Mahoney                      | Tara Mahoney                      |  |  |  |  |  |  |
|                |                |                |                |                |                |  |  |                                       |                                       |                                       |                                       |                                       |                                       |  |  |                                  |                                  |                                  |                                  |                                  |                                  |  |  |                                   |                                   |                                   |                                   |                                   |                                   |  |  |                                                 |                                                 |                                                 |                                                 |                                                 |                                                 |  |  |                                                |                                                |                                                |                                                |                                                |                                                |  |  |                                     |                                     |                                     |                                     |                                     |                                     |  |  |                                   |                                   |                                   |                                   |                                   |                                   |  |  |  |  |  |  |
|                |                |                |                |                |                |  |  |                                       |                                       |                                       |                                       |                                       |                                       |  |  |                                  |                                  |                                  |                                  |                                  |                                  |  |  |                                   |                                   |                                   |                                   |                                   |                                   |  |  |                                                 |                                                 |                                                 |                                                 |                                                 |                                                 |  |  |                                                |                                                |                                                |                                                |                                                |                                                |  |  |                                     |                                     |                                     |                                     |                                     |                                     |  |  |                                   |                                   |                                   |                                   |                                   |                                   |  |  |  |  |  |  |
|                |                |                |                |                |                |  |  | Chavo Guerrero, Jr. (nascido em 1970) | Chavo Guerrero, Jr. (nascido em 1970) | Chavo Guerrero, Jr. (nascido em 1970) | Chavo Guerrero, Jr. (nascido em 1970) | Chavo Guerrero, Jr. (nascido em 1970) | Chavo Guerrero, Jr. (nascido em 1970) |  |  |                                  |                                  |                                  |                                  |                                  |                                  |  |  |                                   |                                   |                                   |                                   |                                   |                                   |  |  | Matt Rehwoldt (Aiden English) (nascido em 1987) | Matt Rehwoldt (Aiden English) (nascido em 1987) | Matt Rehwoldt (Aiden English) (nascido em 1987) | Matt Rehwoldt (Aiden English) (nascido em 1987) | Matt Rehwoldt (Aiden English) (nascido em 1987) | Matt Rehwoldt (Aiden English) (nascido em 1987) |  |  | Shaul Guerrero (Raquel Diaz) (nascida em 1990) | Shaul Guerrero (Raquel Diaz) (nascida em 1990) | Shaul Guerrero (Raquel Diaz) (nascida em 1990) | Shaul Guerrero (Raquel Diaz) (nascida em 1990) | Shaul Guerrero (Raquel Diaz) (nascida em 1990) | Shaul Guerrero (Raquel Diaz) (nascida em 1990) |  |  | Sherilyn Guerrero (nascida em 1995) | Sherilyn Guerrero (nascida em 1995) | Sherilyn Guerrero (nascida em 1995) | Sherilyn Guerrero (nascida em 1995) | Sherilyn Guerrero (nascida em 1995) | Sherilyn Guerrero (nascida em 1995) |  |  | Kaylie Guerrero (nascida em 2002) | Kaylie Guerrero (nascida em 2002) | Kaylie Guerrero (nascida em 2002) | Kaylie Guerrero (nascida em 2002) | Kaylie Guerrero (nascida em 2002) | Kaylie Guerrero (nascida em 2002) |  |  |  |  |  |  |
|                |                |                |                |                |                |  |  | Chavo Guerrero, Jr. (nascido em 1970) | Chavo Guerrero, Jr. (nascido em 1970) | Chavo Guerrero, Jr. (nascido em 1970) | Chavo Guerrero, Jr. (nascido em 1970) | Chavo Guerrero, Jr. (nascido em 1970) | Chavo Guerrero, Jr. (nascido em 1970) |  |  |                                  |                                  |                                  |                                  |                                  |                                  |  |  |                                   |                                   |                                   |                                   |                                   |                                   |  |  | Matt Rehwoldt (Aiden English) (nascido em 1987) | Matt Rehwoldt (Aiden English) (nascido em 1987) | Matt Rehwoldt (Aiden English) (nascido em 1987) | Matt Rehwoldt (Aiden English) (nascido em 1987) | Matt Rehwoldt (Aiden English) (nascido em 1987) | Matt Rehwoldt (Aiden English) (nascido em 1987) |  |  | Shaul Guerrero (Raquel Diaz) (nascida em 1990) | Shaul Guerrero (Raquel Diaz) (nascida em 1990) | Shaul Guerrero (Raquel Diaz) (nascida em 1990) | Shaul Guerrero (Raquel Diaz) (nascida em 1990) | Shaul Guerrero (Raquel Diaz) (nascida em 1990) | Shaul Guerrero (Raquel Diaz) (nascida em 1990) |  |  | Sherilyn Guerrero (nascida em 1995) | Sherilyn Guerrero (nascida em 1995) | Sherilyn Guerrero (nascida em 1995) | Sherilyn Guerrero (nascida em 1995) | Sherilyn Guerrero (nascida em 1995) | Sherilyn Guerrero (nascida em 1995) |  |  | Kaylie Guerrero (nascida em 2002) | Kaylie Guerrero (nascida em 2002) | Kaylie Guerrero (nascida em 2002) | Kaylie Guerrero (nascida em 2002) | Kaylie Guerrero (nascida em 2002) | Kaylie Guerrero (nascida em 2002) |  |  |  |  |  |  |

## Historia
- Gory Guerrero (1921-1990) foi um lutador americano de ascendência mexicana de Wrestling. Deu origem à família guerrero em 1980 .
- Eddie Guerrero (1967-2005) foi um lutador americano de ascendência mexicana de wrestling. Era o filho mais novo de homem, de Gory.
- Chavo Guerrero Sr. (1949-2017) foi um lutador lutador americano de ascendência mexicana de wrestling. Era o filho mais velho de Gory.
- Hector Guerrero é um lutador mexicano naturalizado americano. É um dos filhos de Gory. Atualmente, Hector trabalha na TNA.
- Mando Guerrero é um ex-lutador americano de de ascendência mexicana de Wrestling. É um dos filhos de Gory Guerrero.
- Chavo Guerrero, Jr. é um lutador de wrestling americano, naturalizado mexicano. É filho de Chavo Guerrero Sr. e neto de Gory Guerrero.